# Bernard Fellay
Bernard Fellay (Sierre, 12 april 1958) is een Zwitsers geestelijke en de voormalig Generaal-overste van de Priesterbroederschap Sint Pius X.
Fellay volgde de priesteropleiding aan het seminarie van de Priesterbroederschap in Ecône. Hij werd op 29 juni 1977 door de oprichter van de broederschap, aartsbisschop Marcel Lefebvre, priester gewijd en elf jaar later bisschop. Hij speelde al in deze periode een leidinggevende rol in de broederschap.

## Excommunicatie en opheffing daarvan
Op 30 juni 1988 werd Fellay - buiten goedkeuring van de paus en tegelijk met Bernard Tissier de Mallerais, Richard Williamson en Alfonso de Galarreta - door Lefebvre tot bisschop gewijd. Paus Johannes Paulus II oordeelde dat deze illegale wijding een schismatieke daad inhield, en excommuniceerde aartsbisschop Lefebvre en de vier wijdelingen, met het motu proprio Ecclesia Dei.
Lefebvre en zijn volgelingen ontkenden echter de rechtsgeldigheid van deze excommunicatie, zeggende dat de wijding van de vier bisschoppen uit nood geboren was.
In 1994 werd Fellay gekozen tot de opvolger van pater Franz Schmidberger als Generaal-overste van de Priesterbroederschap. In die hoedanigheid voerde hij jarenlang gesprekken met de Pauselijke Commissie Ecclesia Dei over de mogelijke terugkeer van de geëxcommuniceerde bisschoppen in communio met de Katholieke Kerk. Bij decreet van 21 januari 2009 werd de excommunicatie daadwerkelijk opgeheven.

## De zaak Williamson
De opheffing van de excommunicatie viel samen met de uitzending door een Zweedse televisiezender van uitspraken van een van de vier bisschoppen, Richard Williamson, waarin deze beweerde dat er "overweldigende bewijzen" zijn dat in de naziconcentratiekampen geen gaskamers hebben gestaan voor het vergassen van mensen. Ook stelde hij dat er tijdens de Tweede Wereldoorlog geen zes miljoen, maar hoogstens 300.000 Joden omgekomen zijn..
Naar aanleiding van deze ophef, verklaarde Fellay, namens de Broederschap, het volgende:
We hebben kennis genomen van een interview van een Zweeds tv-station met bisschop Richard Williamson, een lid van onze St.-Pius X Broederschap. Daarin liet hij zich uit over een historische kwestie, in het bijzonder over de volkerenmoord tegen het Joodse volk door de nazi’s. Het is duidelijk dat een katholieke bisschop uitsluitend uitspraken met kerkelijk gezag mag doen in verband met geloof en ethiek. Onze broederschap zal een dergelijk gezag opeisen als het over andere aangelegenheden gaat. Onze zending is de verkondiging en het herstel van de authentieke katholieke leer, die vastgelegd is in dogma’s en geloof. Om die reden staan wij bekend en worden alom in de wereld aanvaard én gerespecteerd. Het is dan ook met diepe droefheid dat we de omvang erkennen van de schade die het schenden van dit mandaat heeft toegebracht aan onze zending. De uitspraken van bisschop Williamson weerspiegelt in geen enkel opzicht het standpunt van onze broederschap. Daarom heb ik hem, in afwachting van nieuwe opdrachten, verbod opgelegd om nog langer publieke standpunten over politieke of historische kwesties in te nemen. Wij vragen vergiffenis aan de hoogste pontifex en aan alle mensen van goede wil voor de dramatische consequenties van deze daad. Omdat wij erkennen hoe onverstandig die uitspraken waren, kunnen we slechts met droefheid vaststellen hoe ze rechtstreeks onze broederschap hebben getroffen en onze missie hebben beschadigd. Zoiets kunnen we niet accepteren en we verklaren dat wij zullen doorgaan met de verkondiging van de katholieke leer en met de bediening van de sacramenten van Onze Heer Jezus Christus. Menzingen, 27 januari 2009